# محافظة المذنب
محافظة المِذْنَبْ إحدى محافظات منطقة القصيم. وهي الوجهة الجنوبية للمنطقة، وتبلغ مساحتها ما يقارب (11800) كم²، تبعد عن العاصمة الإدارية مدينة بريدة ما يقارب 65 كم. وقد سمِّيت بهذا الاسم لأنه تلتقي فيها بطون الأودية. تُعرف المذنب بخصوبة أرضها وازدهار الزراعة فيها، ومن أشهر منتوجاتها الزراعية سكرية المذنب الحمراء، القمح ويدل على ذلك المثل الشعبي أرخص من تبن المذنب.
تستضيف المذنب سنويا مهرجان واحة المانعية، الذي يضم مجموعة من الأنشطة الشبابية والفعاليات الصحراوية، مثل بطولات استعراض وصعود التلال بالإضافة إلى شاحنات طعام متنوعة ومشاريع شبابية وورش عمل للسيارات. وتضم دار الحسياني للتراث الذي يعرض مجموعة من القطع الأثرية كالأسلحة والأواني والأدوات الزراعية والعملات والصور والوثائق والأجهزة القديمة والسيارات الكلاسيكية. والثرية القديمة بما فيها من المباني الطينية والمهرجانات والأسواق الشعبية التي توضح الحياة القديمة، ومنتزه البحيرة ومنتزه خرطم المطل.

## التاريخ
كانت المذنب قصر لجماعة من البواهل هاجمه أمير الغاط السديري، فلما اشتد الحصار على طلب البواهل النصرة من عشيرة الفضول الساكنة بعنيزة مقابل نصف القصر. قدم على هذا القصر في القرن العاشر الهجري عبد الله بن إبراهيم الخريدلي الناصري من الفرعة بالوشم واشترى نصيب البواهل فيه، وتبعه مجيء أخوه معجل وأبناء عمومته آل إبراهيم (المعروفين آل شامخ اليوم)، ثم تتابعت هجرة النواصر إلى المذنب واشتروا نصيب الفضول. فتولى عبد الله الخريدلي الإمارة وخلفه ابنه إبراهيم، الذي نزل المذنب في إمارته لفيف من الجماعات منهم شتوى الدوسري الذي هاجر من الشماسية وسكن حول عين نبعه، وآل شويمان وعمرو الثليما والفداغمة.
وابتداء عمران المربع في عام 1336 هـ، وعُمرت روضة الحسو في عام 1382 هـ بعد أن هجر أهلها قرية حسو الشتيلات في النفود وانتقلوا إلى موقع القرية الحالي، كما انتقل أهل أم دباب من قريتهم إلى الثامرية. وقامت قرى غرب نفود الشقيقة مثل ربيق والملقاء وسامودة. ومع اكتشاف المياه الجوفية في قاع الخرما عام 1398 هـ، انتقل عدد من سكان تلك الهجر إليه، لتقوم فيه قريتا الخرماء والخرماء الشمالية.

## أمراء المذنب
فيما يلي أمراء المذنب منذ تأسيسها:
1. الأمير عبد الله بن إبراهيم الخريدلي 1135هـ
2. الأمير إبراهيم بن عبد الله الخريدلي 1155-1193هـ
3. الأمير عبد الله بن إبراهيم الخريدلي 1193- 1218هـ
4. الأمير يحيى بن إبراهيم الخريدلي 1218-1222هـ
5. الأمير فهد بن ناصر الشامخ 1222- 1230هـ
6. الأمير هندي بن إبراهيم الخريدلي 1230-1233هـ
7. الأمير ناصر بن عبد الله العقيلي 1233- 1234هـ
8. الأمير هندي بن إبراهيم الخريدلي 1234-1247هـ
9. الأمير إبراهيم بن ناصر العقيلي 1247- 1256هـ
10. الأمير سليمان بن ناصر العقيلي 1256- 1257هـ
11. الأمير هندي بن إبراهيم الخريدلي 1257هـ
12. الأمير ناصر بن فهد الشامخ 1257- 1259هـ
13. الأمير محمد بن عبد الله الخريدلي 1259-1277هـ
14. الأمير عبد العزيز بن عبد الله الخريدلي 1277-1279هـ
15. الأمير سليمان بن محمد الخريدلي 1279- 1280هـ
16. الأمير صالح بن محمد الخريدلي 1280 - 1308هـ
17. الأمير فهد بن ناصر الشامخ 1308-1309هـ
18. الأمير فهد بن عبد الكريم العقيلي 1309-1321هـ
19. الأمير نمر بن محمد الوهيد 1321- 1322هـ
20. الأمير فهد بن عبد الكريم العقيلي 1322- 1340هـ
21. الأمير عبد الله بن سليمان العقيلي 1340- 1341هـ
22. الأمير فهد بن عبد الكريم العقيلي 1341- 1368هـ
23. الأمير عبد المحسن بن محمد العقيلي 1368- 1373هـ
24. الأمير سليمان بن صالح الجارالله 1373- 1377هـ

## السكان
بلغ عدد سكان محافظة المذنب 43,278 نسمة حسب تعداد السعودية 2022، عدد السعوديين 32,458 نسمة، وعدد غير السعوديين 10,820 نسمة. وتضم محافظة المذنب بالإضافة للمدينة أكثر من 61 مركز قرية وهجرة وهي على النحو التالي:
- أبو خشبة
- الثامرية
- الثليماء
- نبعة
- الجراية
- الحسو الداخلي
- الحقباء
- الخرما الجنوبية
- الخرما الشمالية
- الخسيفات
- الرحيمية
- الرفايع
- الرماحية
- السحق
- لوذان
- السلهمية
- الشويمانية
- الصالحية
- الطلعة
- الطوقي
- العاير الجنوبي
- العاير الشمالي
- العبّادية
- العبلة
- العليّا
- الصفراء
- اللغف
- العمار
- القاع
- القعيّر
- القفيفة
- المربع
- المربع الأسفل
- المصاقيل
- المعجلية
- المفيض
- المكيلي
- الملقاء
- المهاوشية
- النعايم
- النقيّب
- الهلّية
- الهيشة
- أم الخراسع
- أم الخشب
- أم دباب
- خريمان الأشقر
- خريمان الشمالي
- ربيق
- رفايع ربيـق
- روضة الحسو
- سامودة
- سعيدان
- سمار سامودة
- شيحة
- طوقاء
- علباء
- عين العقيلي
- فردة
- فطحانة
- مشرف
- معيرضة
- مكرازة

## جغرافيا
تحتوي المحافظة على عدة تشكيلات جغرافية مختلفة، منها نفود الشقيقة الواقعة في غرب المحافظة، وتمتد من جنوب غرب عنيزة وحتى جنوب غرب العمار بطول يقارب 75 كم وعرض يبلغ 25 كم. وتقع نفود صعافيق في شرق المحافظة، وتتميّز بكثبانها الرملية المتعددة الأشكال والمرتفعة التي يتجاوز بعضها 130 مترًا عن سطح الأرض المجاورة لها، ويبلغ عرضها نحو 26 كم. وتحيط بمدينة المذنب حافات صخرية (تعرف بالضلوع) من الشرق والغرب، فأما الناحية الغربية فأكثر جهات المحافظة ارتفاعا وتمتد من جنوب وادي الرمة وحتى أقصى جنوب السر، وبالنسبة للشرقية فهي أقل ارتفاعا وأكثر انحدارًا، وتمتد من المربع وحتى جنوب شرق بريدة ويبرز منها جبل خرطم.
توجد صفراء المذنب بين الحافتين الشرقية والغربية وهي منطقة واسعة مكونة من الحجر الجيري وفيها مدينة المذنب وأغلب القرى التابعة لها، تكثر المزارع بالجانب الشرقي بسبب خصوبته وصلاحه للزراعة مقارنة بالجانب الغربي الوعر. تنحدر الأودية من الحافة الغربية باتجاه الشرق، ثم تصطدم بالحافة الشرقية وتنحرف شمالًا، لتصب في عدد من الرياض التي تنتهي ببحيرة العوشزية، التي تقع على انخفاض يبلغ 200 متر عن منبع تلك الأودية. ومن هذه الأودية:
- شعيب العمار الذي يصب في روضة القعير
- شعيب أبو عاذر الذي يصب بالقرب من مجمع هلا الزراعي
- شعيب معيرضة الذي يصل إلى معيرض
- شعيب الدالوبي أحد أكبر الأودية وأكثرها تفرعًا، ينتهي الشعيب جنوب روضة المربع
- شعيب المعذر الذي يصب في روضة المربع ثم تخرج مياهه منها إلى المصية
- شعيب روضة الزرع الذي يعبر روضة تسمى بهذا الاسم وينتهي عند روضة المصية
- شعيب تبياتن الذي يصب في المصية
- شعيب نسر أحد أهم أودية المنطقة، تصب فيه عدة شعب ويجري شرقا ثم يتجه شمالا غرب مزارع العدان وينتهي في روضة السفالة
- شعيب المظيفير الذي يتفرق إلى فرع يتصل بوادي نسر وأخر يروي مزارع الشورقية
- شعيب الوادي الذي يمر بالهيشة وعين عقيلي ثم يخترق المدينة وينحرف شمالا  نحو روضة السفالة
- شعيب أبو جصة في شمال المدينة والذي ينتهي جنوب الروضة
- شعيب لوذان الذي ينتهي في روضة أم خشبة
- شعيب السهل والذي مثل سابقه ينتهي في أم خشبة
- شعيب أبو الغار الذي يأخذ مياه أخر واديان وينتهي في العوشزية
- شعيب الضبة الذي ينتهي في قصر فضل
- شعيب أبو طليحة الذي ينتهي في العوشزية
- وادي الرشاء الذي يبدأ من جبال النير في نجد ويصب في قاع الخرماء

## ثبت المراجع
- العبودي، محمد ناصر (1990). معجم بلاد القصيم (ط. 2). ج. 1.
- الغنايم، عبد الرحمن بن عبد الله (1404). المذنب بين الماضي والحاضر. هذه بلادنا. مطابع جامعة الملك سعود. الرئاسة العامة لرعاية الشباب.
- الجهني، عويضة متيريك (2016). نجد قبل الوهابية. ترجمة: إحسان زكي (ط. 1). بيروت: جسور للترجمة والنشر.